# Florian Hart
Florian Hart (født 11. maj 1990 i Linz) er en østrigsk fodboldspiller, der spiller hos SV Mattersburg. Han fungerer som back på begge sider. 
Florian Hart har tidligere blandt andet spillet for den østrigske klub LASK Linz og for Sønderjyske i Danmark.
Efter 9 måneder uden sejre for SønderjyskE, på hjemmebanen Haderslev Fodboldstadion, var Hart med til at bryde klubbens negative stime med et langskud fra kanten af feltet til 2-1 i SønderjyskE's 3-1 sejr over EfB. Dette var Harts første mål i Superligaen og blot det 5 østrigske mål scoret nogensinde i Superligaen, fortdelt på 2 spillere.
I januar 2014 transfervinduet skiftede Hart tilbage til hjemmelandet, denne gang til SV Grödig.